# Odynerus ferrugineitarsis
Odynerus ferrugineitarsis är en stekelart som beskrevs av Destefani 1889. Odynerus ferrugineitarsis ingår i släktet lergetingar, och familjen Eumenidae. Inga underarter finns listade i Catalogue of Life.